# 瀨戶大橋線

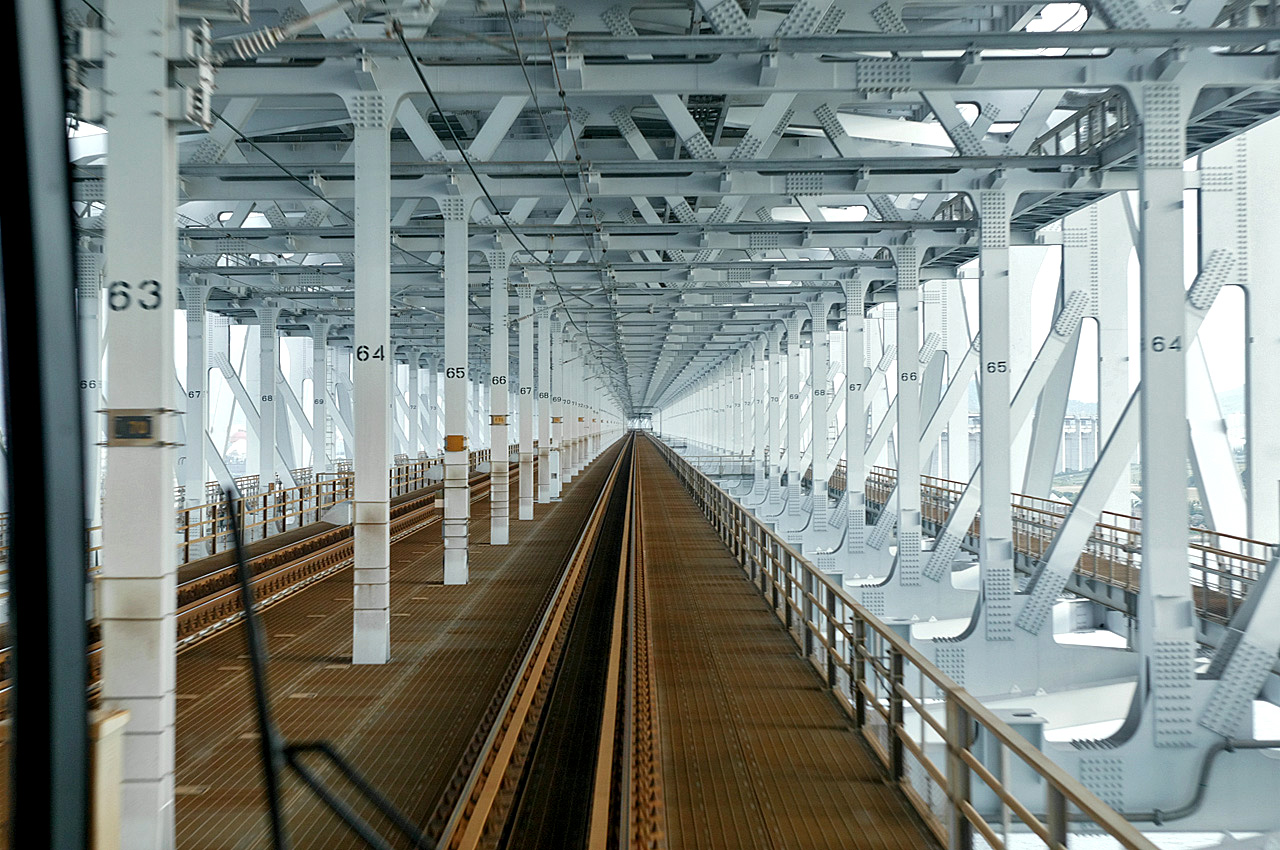
瀨戶大橋線瀨戶大橋路段
（攝於Marine Liner列車尾端）

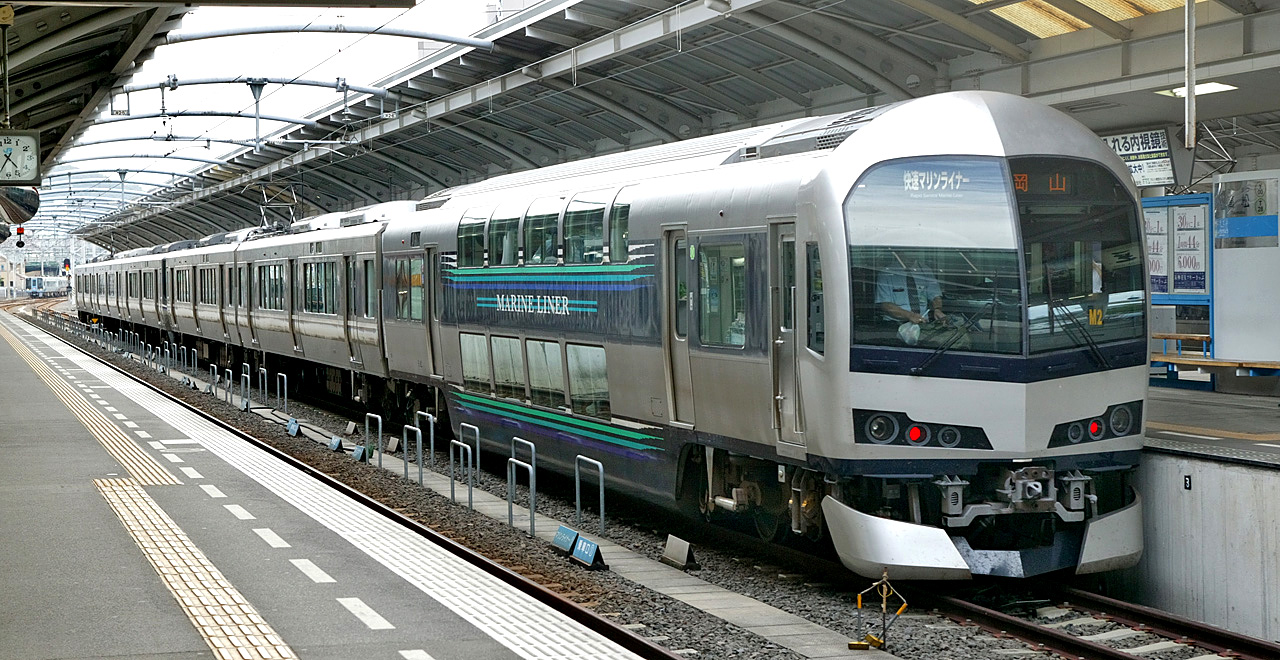
瀨戶大橋線的快速列車「Marine Liner」（2006年4月30日攝於高松車站）

瀨戶大橋線（日语：／ Seto-ōhashi sen */?）是一條由西日本旅客鐵道（JR西日本）和四國旅客鐵道（JR四國）共同營運，經瀨戶大橋來往岡山和高松的鐵路運行系統名稱。這條路線由以下四條路線組成：
- JR西日本
  - 宇野線：岡山 - 茶屋町
  - 本四備讚線：茶屋町 - 兒島
- JR四國
  - 本四備讚線：兒島 - 宇多津
  - 予讚線：宇多津 - 坂出 - 高松

在提供给旅客的信息中，濑户大桥线这一表示原则上只用于进入本四備讚線的列车，但由于濑户大桥线系统被视为从茶屋町站至冈山站的干线，因此从 2020 年的时刻表修订开始，仅在这一段区间折返运行的列车也被表示为濑户大桥线，只有自茶屋町站进入宇野线运行的列车才会表示为“宇野港线（宇野线）”。

## 概要
1988 年 3 月 20 日，由于举办濑户大桥博览会，茶屋町站和儿岛站之间的路段暂时开通运营。同年 4 月 10 日，本线路正式开通，作为连接本州和四国的干线铁路，取代了之前运行的宇高联络船。
瀨戶大橋線全線以1500伏特直流電電氣化，其中岡山 - 茶屋町段為單線／雙線混合路段，茶屋町 - 高松則是雙線路段。此外，宇野線妹尾站和大元站都因為高速化而進行車站提昇工程，以容許對向列車能在車站內交換運行。
本线的冈山站有山阳新干线停靠，冈山与四国之间有多趟特急列车运行，特急列車除了特急班次外，也有來往東京和高松的寢台特急列車「Sunrise瀨戶（サンライズ瀬戸）」。快速列車班次則有「Marine Liner（マリンライナー）」全線行駛，普通列車（各車站停車）班次則與予讚線（至觀音寺站）和土讚線（至琴平站）直通運行，另外，每天亦有1來回班次的「麵包超人」觀光列車來往岡山及琴平。日本货物铁道（JR货物）也通过本线运营货物列车。
所有区段均为直流电气化线路，本四备赞线的全部路段为双线。然而，冈山县内的宇野线路段有一些单线路段，成为增加列车班次和缩短行车时间的瓶颈。因此，为了改善濑户大桥线的交通状况，宇野线采取了部分路段双线和提高运行速度的措施。然而，线路开通后，濑户大桥下方岛屿的居民提出了列车通过时造成的噪音污染问题，这已成为一个社会问题。于是决定降低列车运行速度，使噪音水平不超过环境影响评估中规定的 80 分贝的水平。香川县于 1990 年对冈山站和高松站之间的迷你新干线进行了为期两年的研究，但最终决定放弃，原因是以濑户大桥线路为主体的建设成本在 1,600 亿至 1,800 亿日元之间，而且研究结果显示收支前景不容乐观。
本线的所有路段都被纳入 ICOCA 和 SHIKOKU ICOCA IC卡使用区域。截至 2020 年 12 月底，它是日本唯一一条跨JR会社，但同一IC 卡可以全线使用的线路。此外，由于公路段的债务赎回进展不如预期，而铁路段的业绩良好，作为 "公平保证"，自 1996 年 1 月 10 日起，在儿岛站和宇多津站之间增设了票价（自 2019 年 10 月 1 日起为 110 日元），并于 2001 年完成了 4 900 亿日元的铁路段债务赎回。 此后，票价被用于支付为维持大濑户桥与公路的共同使用而支付的 "本四使用费 "的一部分以及轨道维护费用。

### 路线数据
- 管轄・路线长度（营业距离）
  - 西日本旅客鉄道（第一種鐵道事業）：
    - 冈山 - 儿島間 27.8km

  - 四国旅客鉄道（第一種鉄道事業者）：
    - 儿島 - 高松間 44.0km

  - 日本貨物鉄道（第二種鐵道事業）：
    - 岡山 - 高松間 71.8km
- 軌間：1067mm
- 駅数：20（起終点站包含）
- 复线区間：早岛站 - 久久原站、茶屋町站 - 高松站
- 電化区間：全線電化（直流1500V）
- 閉塞方式：自動閉塞式
- 最高速度：
  - 茶屋町 - 児島間、宇多津 - 高松間 130km/h
  - 児島 - 宇多津間 120km/h
  - 岡山 - 茶屋町間 100km/h
- 運転指令所：
  - 岡山 - 児島間 中国综合指令所岡山指令所
  - 児島 - 高松間 高松CTC指令室
- 平均通過人員（JR西日本管轄 2013年度）[10]：
  - 岡山 - 茶屋町間 3万9124人/日
  - 茶屋町 - 儿島間 2万7044人/日
- 輸送密度（JR四国管轄、2013年度）[11]
  - 儿島 - 宇多津間 2万1716人/日

## 运行形态

### 优等列车
昼行特急列车方面，有冈山站来往松山站方向的“潮风”15个往返班次、冈山站来往高知站方向的“南风”14个往返班次、冈山站来往德岛站方向的「涡潮」2个往返班次（冈山站 - 宇多津路段与「南風」联结共同运行）。夜行列车有東京站 来往 高松駅的寝台特急「Sunrise瀨戶（サンライズ瀬戸）」一个往返班次。

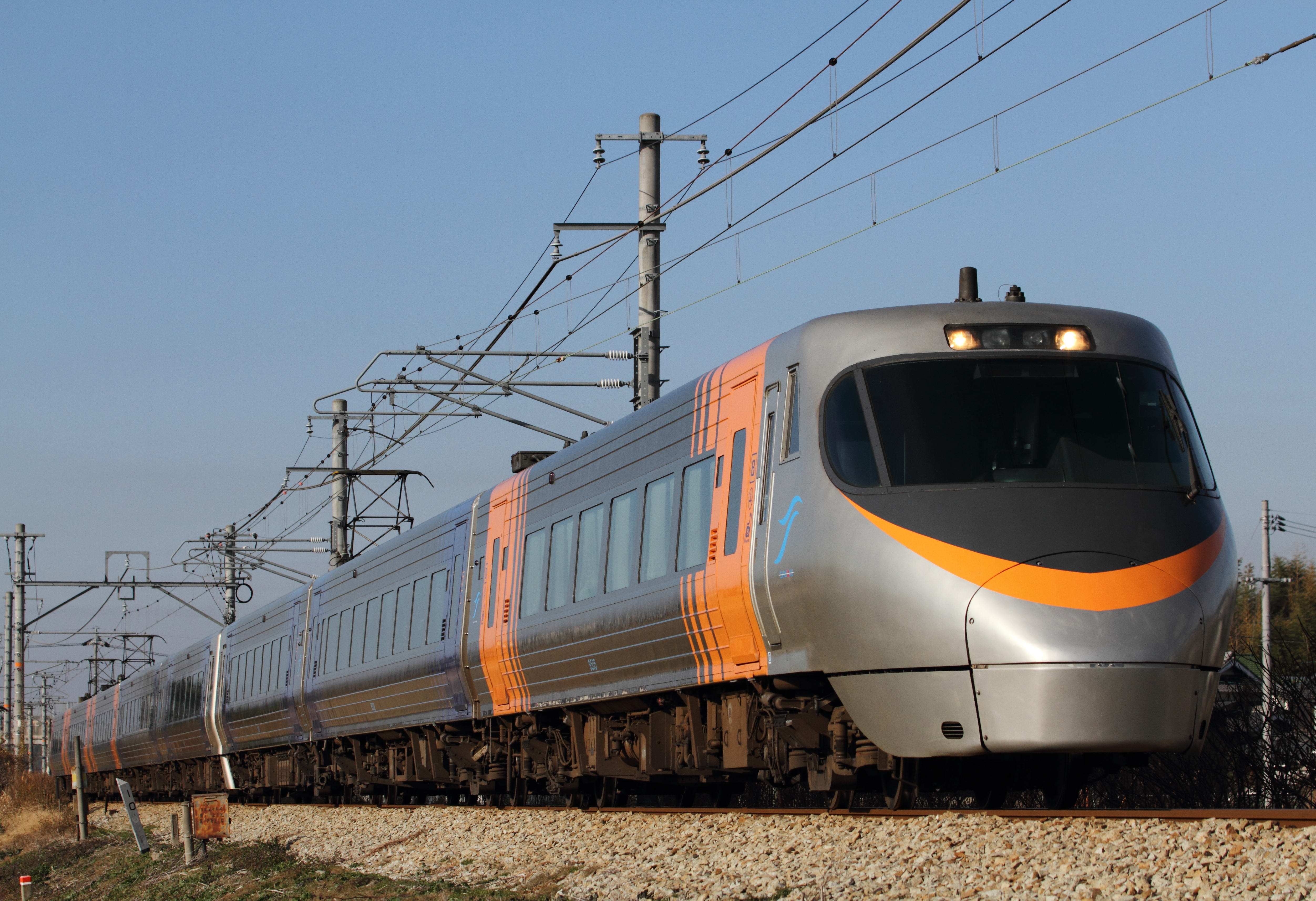
特急「潮风」
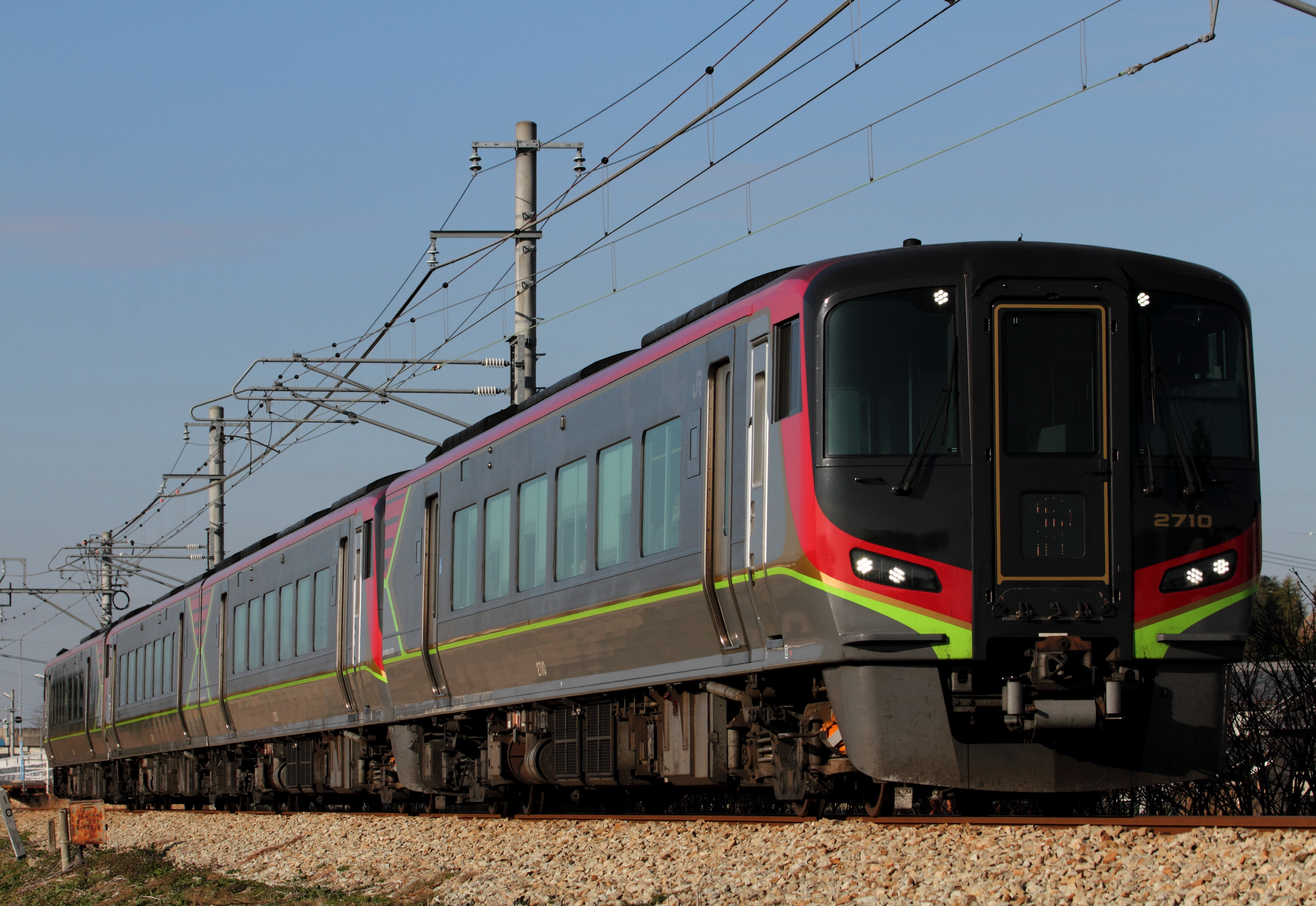
特急「南風」
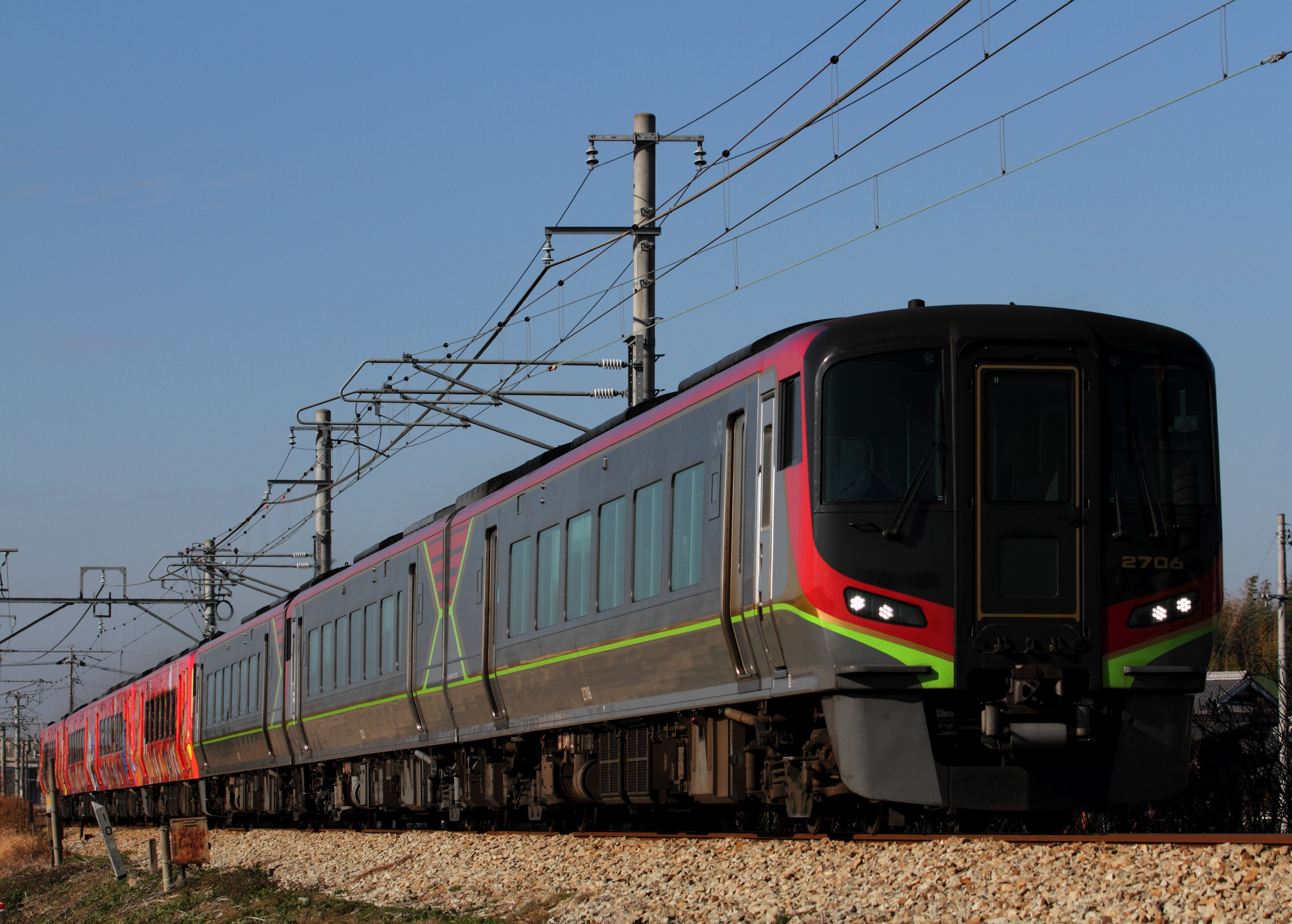
「南風」与「涡潮」联结运行
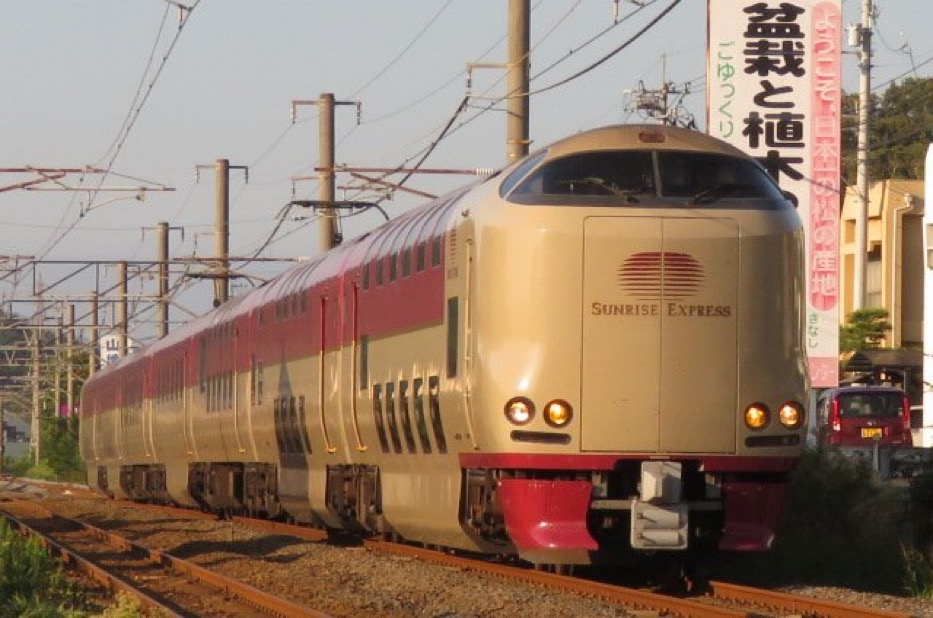
特急「Sunrise瀬戸」

### 快速Marine Liner

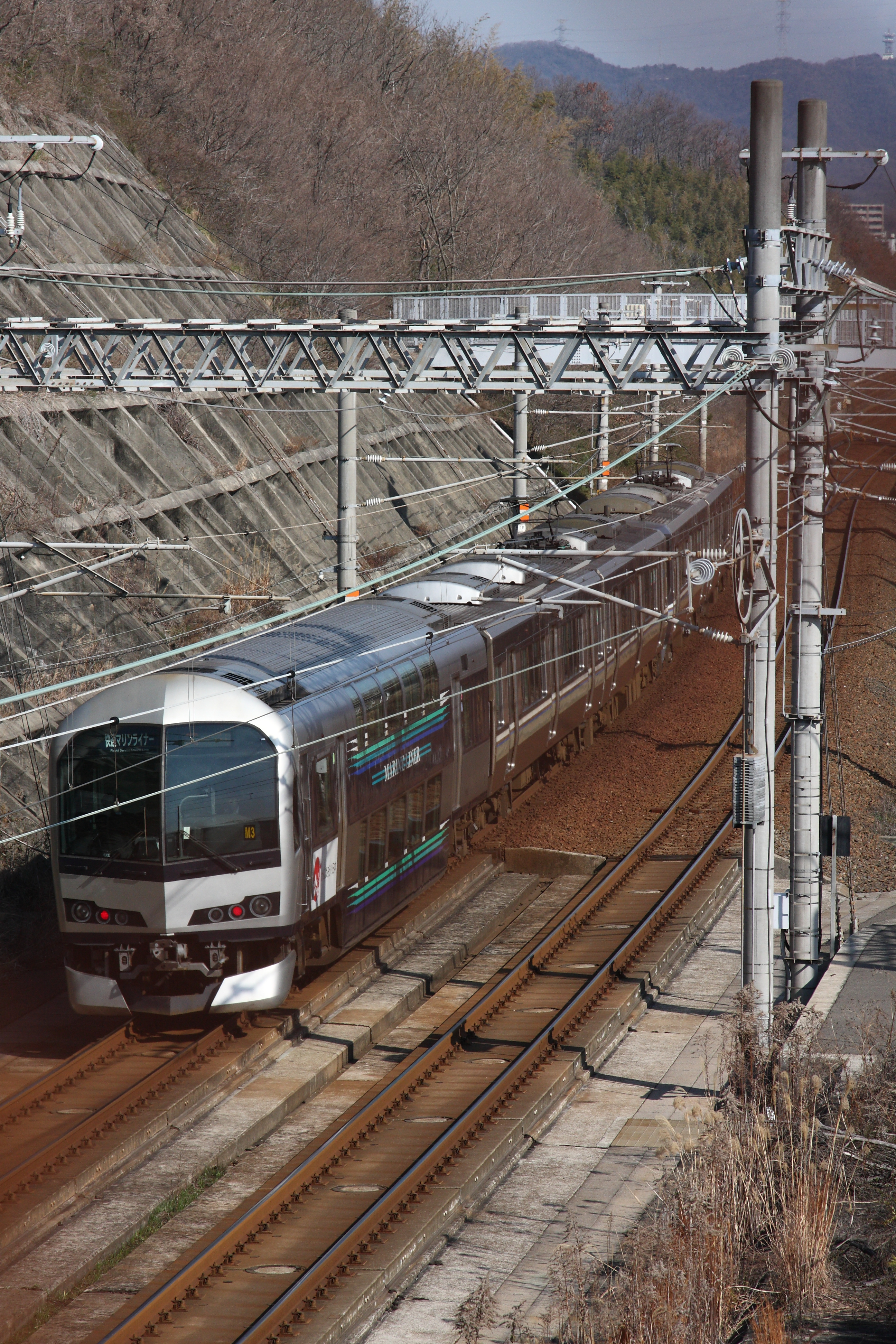
JR四国5000系担当的快速「Marine Liner」

是冈山站和高松站之间运行的快速列车。白天时段，每小时两班，间隔 30 分钟。在宇野线区间，列车总是停靠妹尾站或早岛站，但有些列车在早上和晚上会同时停靠这两个车站。有些列车还在清晨和深夜停靠大元站和备前西市站。在本四备赞线和予赞线（茶屋町站至高松站之间）路段，列车只在途中停靠儿岛站和坂出站，但清晨和深夜的列车会在本四备赞线路段的所有车站以及予赞的坂出站至高松站之间的一些车站停靠（见#車站列表）。

### 本州路段内的快速列车
自 2020 年 3 月 14 日修订时刻表起新设的快速列车。仅在冈山站和茶屋町站之间运行，12:00时段 和 13:00时段 各有一班往返班次。 列车在冈山站和妹尾站之间各站停车，妹尾站和茶屋町站之间的途中不停车。

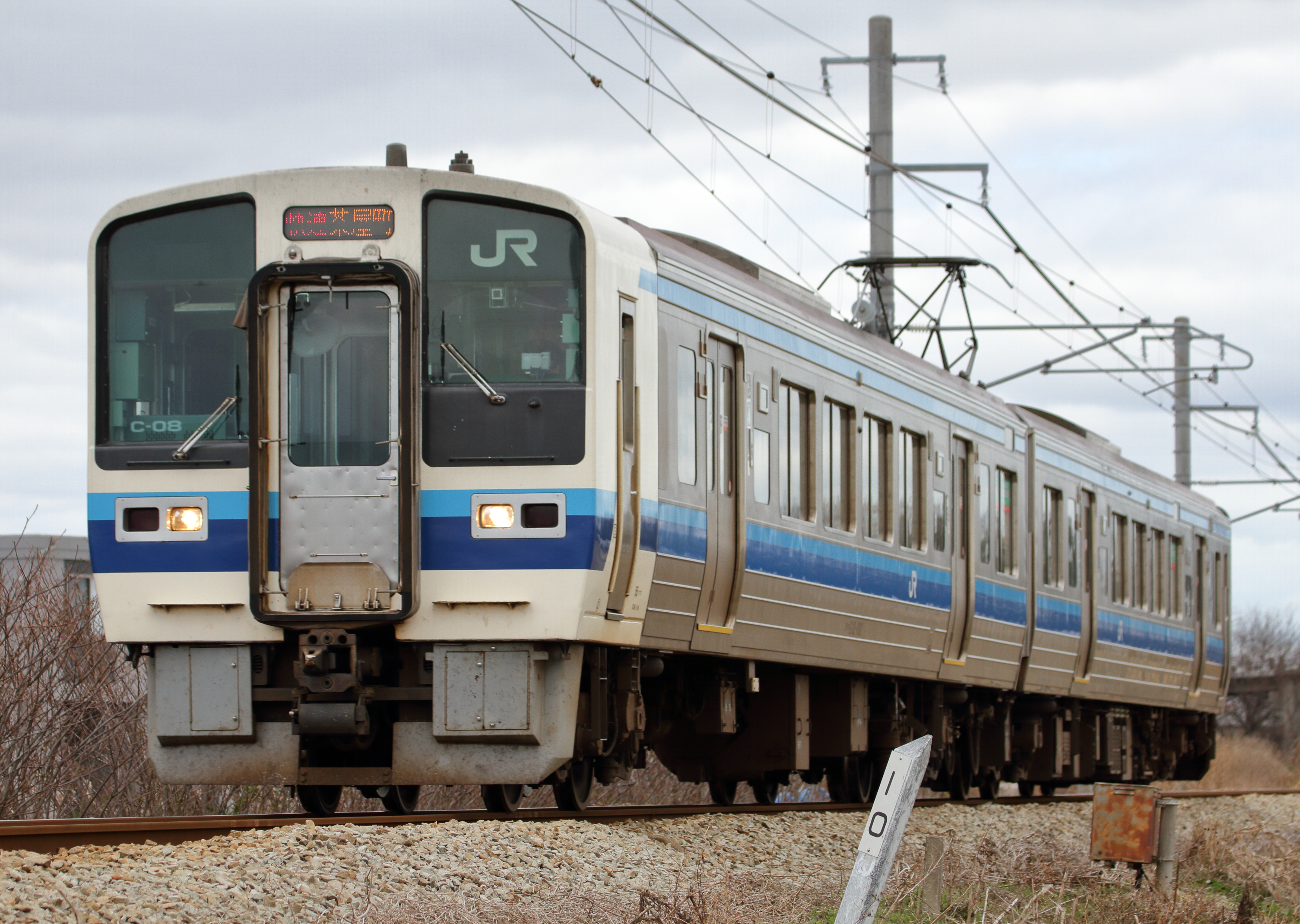
岡山站 - 茶屋町站間运行的快速列車，る213系列车担当

### 普通
各站停车的列车，有冈山站和儿岛站之间的定期各站停车列车，还有从茶屋町站直通宇野线来往宇野站的列车。冈山站和儿岛站之间的班次为每小时一至两班。此外，在上午 11 点时段，冈山站和备前西市站之间会有一个往返班次。另外，曾经曾有过自宇多津站直通予赞线多度津站方向的运行于冈山站 - 观音寺站 - 土赞线琴平站之间的列车，但在 2019 年 3 月 16 日时刻表修订后，这种列车已停止运营。

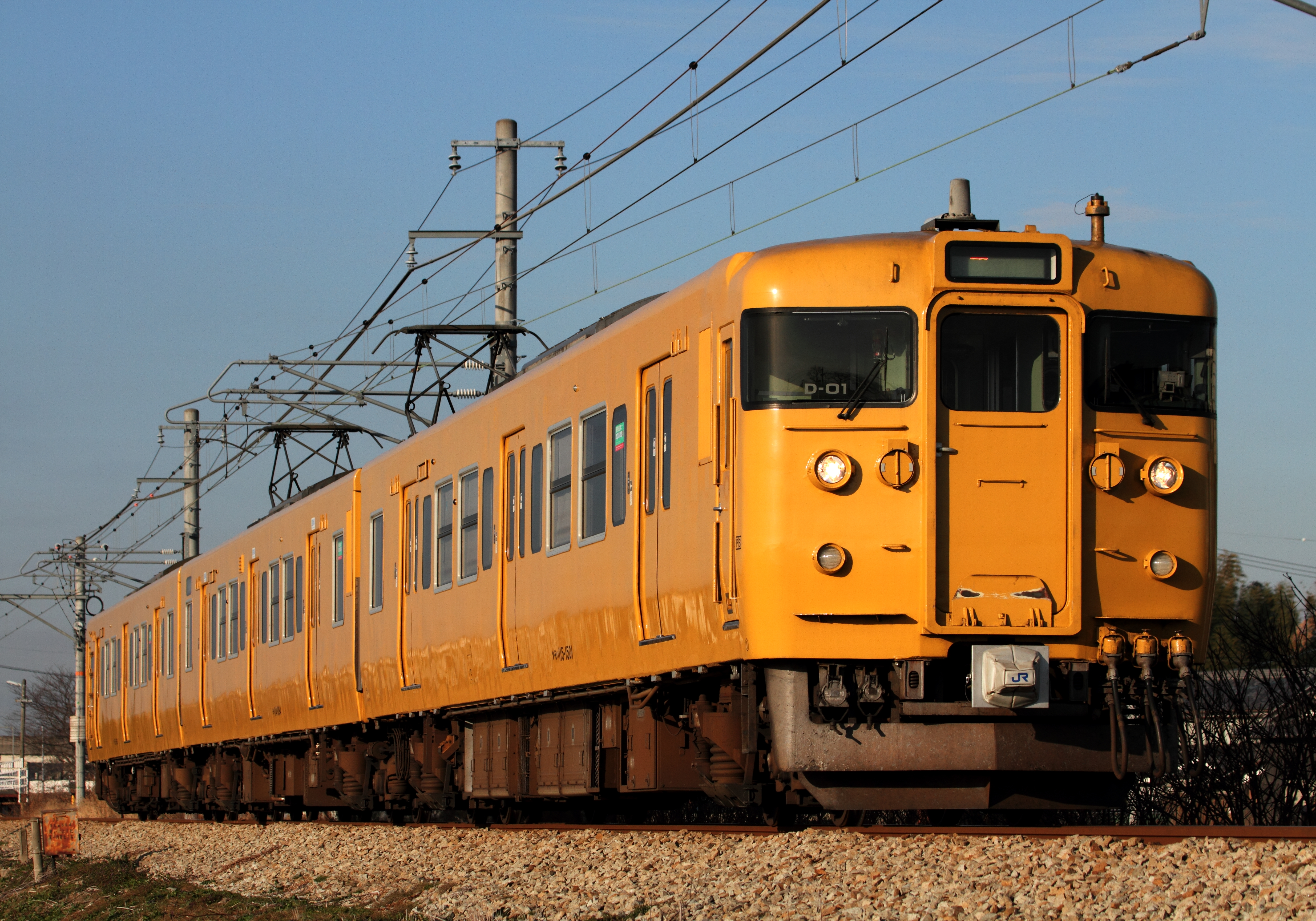
115系担当的普通
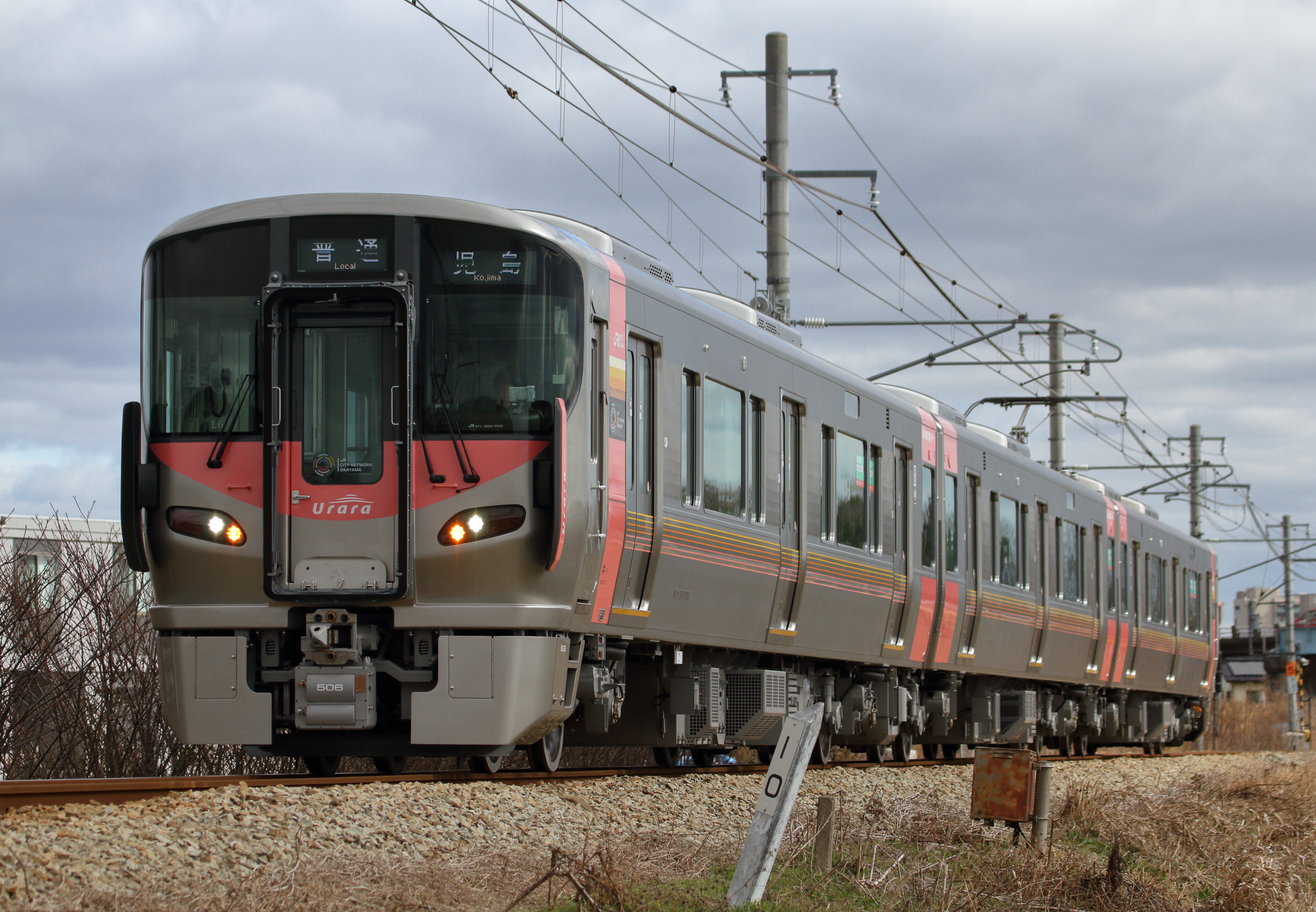
227系500番台担当的普通

## 車站列表
予讚線內，只記載快速「Marine Liner」的停靠站與貨物站。除此以外的車站參見「予讚線#車站列表」。
- （貨）：貨物專用站
- 停靠站
  - 普通、快速「Marine Liner」、貨物列車 …●的車站所有列車停靠，◆的車站有一半列車停靠，▲的車站在早上、繁忙時段、深夜有一部分停靠，｜的車站所有列車通過
  - 特急…參見#優等列車舉出的各列車條目
- 軌道 … ‖：複線路段，◇、｜：單線路段（◇可進行列車交會），∨：此起往下是單線，∧：此起往下是複線

| 公司           | 路線名稱                         | 車站編號                         | 中文站名                         | 日文站名                         | 英文站名                         | 站間營業距離                     | 累計 營業距離                    | 累計 營業距離                    | 普通                             | 快速                             | 貨物列車                           | 接續路線 | 軌道                             | 所在地                           | 所在地        |
| 公司           | 路線名稱                         | 車站編號                         | 中文站名                         | 日文站名                         | 英文站名                         | 站間營業距離                     | 岡山 起計                        | 路線 起點 起計                   | 普通                             | 快速                             | 貨物列車                           | 接續路線 | 軌道                             | 所在地                           | 所在地        |
| -------------- | -------------------------------- | -------------------------------- | -------------------------------- | -------------------------------- | -------------------------------- | -------------------------------- | -------------------------------- | -------------------------------- | -------------------------------- | -------------------------------- | ---------------------------------- | --- | -------------------------------- | -------------------------------- | ------------- |
| 西日本旅客鐵道 | 宇野線                           | JR-M01                           | 岡山                             |                                  |                                  | -                                | 0.0                              |                                  | ●                                | ●                                | ｜                                 | 西日本旅客鐵道： 山陽新幹線、 山陽本線、 赤穗線、 伯備線、 津山線、 吉備線（桃太郎線） 岡山電氣軌道：東山本線 …岡山站前 | ∨                                | 岡山縣                           | 岡山市 北區   |
| 西日本旅客鐵道 | 宇野線                           | JR-M02                           | 大元                             |                                  |                                  | 2.5                              | 2.5                              |                                  | ●                                | ▲                                | ｜                                 | | ◇                                | 岡山縣                           | 岡山市 北區   |
| 西日本旅客鐵道 | 宇野線                           | JR-M03                           | 備前西市                         |                                  |                                  | 2.0                              | 4.5                              |                                  | ●                                | ▲                                | ｜                                 | | ◇                                | 岡山縣                           | 岡山市 南區   |
| 西日本旅客鐵道 | 宇野線                           | JR-M04                           | 妹尾                             |                                  |                                  | 3.8                              | 8.3                              |                                  | ●                                | ◆                                | ｜                                 | | ◇                                | 岡山縣                           | 岡山市 南區   |
| 西日本旅客鐵道 | 宇野線                           | JR-M05                           | 備中箕島                         |                                  |                                  | 1.9                              | 10.2                             |                                  | ●                                | ｜                               | ｜                                 | | ｜                               | 岡山縣                           | 岡山市 南區   |
| 西日本旅客鐵道 | 宇野線                           | JR-M06                           | 早島                             |                                  |                                  | 1.7                              | 11.9                             |                                  | ●                                | ◆                                | ｜                                 | | ∧                                | 岡山縣                           | 都窪郡 早島町 |
| 西日本旅客鐵道 | 宇野線                           | JR-M07                           | 久久原                           |                                  |                                  | 1.3                              | 13.2                             |                                  | ●                                | ｜                               | ｜                                 | | ∨                                | 岡山縣                           | 都窪郡 早島町 |
| 西日本旅客鐵道 | 宇野線                           | JR-M08                           | 茶屋町                           |                                  |                                  | 1.7                              | 14.9                             | 茶屋町 起計 0.0                  | ●                                | ●                                | ｜                                 | 西日本旅客鐵道： 宇野線（宇野港線）（宇野方向）                                                                         | ∧                                | 岡山縣                           | 倉敷市        |
| 西日本旅客鐵道 | 本四備讚線                       | JR-M08                           | 茶屋町                           |                                  |                                  | 1.7                              | 14.9                             | 茶屋町 起計 0.0                  | ●                                | ●                                | ｜                                 | 西日本旅客鐵道： 宇野線（宇野港線）（宇野方向）                                                                         | ∧                                | 岡山縣                           | 倉敷市        |
| 西日本旅客鐵道 | JR-M09                           | 植松                             |                                  |                                  | 2.9                              | 17.8                             | 2.9                              | ●                                | ▲                                | ｜                               |                                    | ‖ | 岡山市 南區                      | 岡山縣                           |               |
| 西日本旅客鐵道 | JR-M10                           | 木見                             |                                  |                                  | 2.7                              | 20.5                             | 5.6                              | ●                                | ▲                                | ｜                               |                                    | ‖ | 倉敷市                           | 岡山縣                           |               |
| 西日本旅客鐵道 | JR-M11                           | 上之町                           |                                  |                                  | 4.1                              | 24.6                             | 9.7                              | ●                                | ▲                                | ｜                               |                                    | ‖ | 倉敷市                           | 岡山縣                           |               |
| 西日本旅客鐵道 | JR-M12                           | 兒島                             |                                  |                                  | 3.2                              | 27.8                             | 12.9                             | ●                                | ●                                | ｜                               |                                    | ‖ | 倉敷市                           | 岡山縣                           |               |
| 四國旅客鐵道   | （此段通過瀨戶大橋橫過瀨戶內海） | （此段通過瀨戶大橋橫過瀨戶內海） | （此段通過瀨戶大橋橫過瀨戶內海） | （此段通過瀨戶大橋橫過瀨戶內海） | （此段通過瀨戶大橋橫過瀨戶內海） | （此段通過瀨戶大橋橫過瀨戶內海） | （此段通過瀨戶大橋橫過瀨戶內海） | （此段通過瀨戶大橋橫過瀨戶內海） | （此段通過瀨戶大橋橫過瀨戶內海） | （此段通過瀨戶大橋橫過瀨戶內海） | （此段通過瀨戶大橋橫過瀨戶內海）   | （此段通過瀨戶大橋橫過瀨戶內海）                                                                                        | （此段通過瀨戶大橋橫過瀨戶內海） | （此段通過瀨戶大橋橫過瀨戶內海） |               |
| 四國旅客鐵道   | Y09                              | 宇多津                           |                                  |                                  | 18.1                             | 45.9                             | 31.0                             | ●                                |                                  |                                  | 四国旅客鐵道：予讚線（多度津方向） | ‖ | 香川縣                           | 綾歌郡 宇多津町                  |               |
| 四國旅客鐵道   | Y09                              | 宇多津                           | 予讚線                           | 高松 起計 25.9                   | 18.1                             | 45.9                             |                                  | ●                                |                                  |                                  | 四国旅客鐵道：予讚線（多度津方向） | ‖ | 香川縣                           | 綾歌郡 宇多津町                  |               |
| 四國旅客鐵道   | Y08                              | 坂出                             | 予讚線                           |                                  |                                  | 4.6                              | 50.5                             | 21.3                             |                                  | ●                                | ｜                                 | 四國旅客鐵道：予讚線（多度津方向）                                                                                      | 香川縣                           | ‖                                | 坂出市        |
| 四國旅客鐵道   | Y06                              | 鴨川                             | 予讚線                           |                                  |                                  | 4.7                              | 55.2                             | 16.6                             |                                  | ▲                                | ｜                                 | | 香川縣                           | ‖                                | 坂出市        |
| 四國旅客鐵道   | Y04                              | 國分                             | 予讚線                           |                                  |                                  | 4.7                              | 59.9                             | 11.9                             |                                  | ▲                                | ｜                                 | | 香川縣                           | ‖                                | 高松市        |
| 四國旅客鐵道   | Y03                              | 端岡                             | 予讚線                           |                                  |                                  | 2.4                              | 62.3                             | 9.5                              |                                  | ▲                                | ｜                                 | | 香川縣                           | ‖                                | 高松市        |
| 四國旅客鐵道   | Y02                              | 鬼無                             | 予讚線                           |                                  |                                  | 3.4                              | 65.7                             | 6.1                              |                                  | ▲                                | ｜                                 | | 香川縣                           | ‖                                | 高松市        |
| 四國旅客鐵道   |                                  | （貨）高松貨物總站               | 予讚線                           |                                  | /                                | 1.4                              | 67.1                             | 4.7                              |                                  | ｜                               | ●                                  | | 香川縣                           | ‖                                | 高松市        |
| 四國旅客鐵道   | Y00                              | 高松                             | 予讚線                           |                                  |                                  | 4.7                              | 71.8                             | 0.0                              |                                  | ●                                |                                    | 四國旅客鐵道：高德線 高松琴平電氣鐵道：琴平線 …高松築港                                                                 | 香川縣                           | ‖                                | 高松市        |

1. 1 2  赤穗線的起終點是山陽本線東岡山站，伯備線的起終點的山陽本線倉敷站，運行系統上以岡山站為起終點。

## 其他
- 1991年，香川縣曾考慮將路線提升至迷你新幹線級別，並開始進行調查。調查後發現建築費高達1600至1800億日圓。結果香川縣在收支情況不樂觀的情況下放棄計畫[13]。